# 全国高等学校野球選手権大会 (広島県勢)
全国高等学校野球選手権大会における広島県勢の成績について記す。

## 大会結果
| 大会                  | 代表校                                         | 試合結果                                       | 試合結果                                       | 成績                                           |
| --------------------- | ---------------------------------------------- | ---------------------------------------------- | ---------------------------------------------- | ---------------------------------------------- |
| 第1回大会（1915年）   | 広島中（山陽・初出場）                         | 1回戦                                          | ● 7 - 14 鳥取中                                | 初戦敗退                                       |
| 第2回大会（1916年）   | 広島商（山陽・初出場）                         | 1回戦                                          | ○ 19 - 4 中学明善                              | ベスト8                                        |
| 第2回大会（1916年）   | 広島商（山陽・初出場）                         | 準々決勝                                       | ● 4 - 6 和歌山中                               | ベスト8                                        |
| 第3回大会（1917年）   | 広島商（山陽・2年連続2回目）                   | 1回戦                                          | ● 3 - 6 関西学院中                             | 初戦敗退                                       |
| 第4回大会（1918年）   | 広島商（山陽・3年連続3回目）                   | （米騒動による大会中止）                       | （米騒動による大会中止）                       | （米騒動による大会中止）                       |
| 第8回大会（1922年）   | 広島商（山陽・4年ぶり4回目）                   | 1回戦                                          | ○ 14 - 9 秋田中                                | ベスト8                                        |
| 第8回大会（1922年）   | 広島商（山陽・4年ぶり4回目）                   | 準々決勝                                       | ● 0 - 3 松山商                                 | ベスト8                                        |
| 第9回大会（1923年）   | 広陵中（山陽・初出場）                         | 2回戦                                          | ○ 12 - 7 新潟商                                | ベスト8                                        |
| 第9回大会（1923年）   | 広陵中（山陽・初出場）                         | 準々決勝                                       | ● 2 - 8 和歌山中                               | ベスト8                                        |
| 第10回大会（1924年）  | 広島商（山陽・2年ぶり5回目）                   | 2回戦                                          | ○ 4 - 2 和歌山中                               | 優勝                                           |
| 第10回大会（1924年）  | 広島商（山陽・2年ぶり5回目）                   | 準々決勝                                       | ○ 13 - 10 第一神港商（延長10回）               | 優勝                                           |
| 第10回大会（1924年）  | 広島商（山陽・2年ぶり5回目）                   | 準決勝                                         | ○ 7x - 6 大連商（延長10回）                    | 優勝                                           |
| 第10回大会（1924年）  | 広島商（山陽・2年ぶり5回目）                   | 決勝                                           | ○ 3 - 0 松本商                                 | 優勝                                           |
| 第13回大会（1927年）  | 広陵中（山陽・4年ぶり2回目）                   | 2回戦                                          | ○ 8 - 0 敦賀商                                 | 準優勝                                         |
| 第13回大会（1927年）  | 広陵中（山陽・4年ぶり2回目）                   | 準々決勝                                       | ○ 8 - 2 鹿児島商                               | 準優勝                                         |
| 第13回大会（1927年）  | 広陵中（山陽・4年ぶり2回目）                   | 準決勝                                         | ○ 4x - 3 松本商                                | 準優勝                                         |
| 第13回大会（1927年）  | 広陵中（山陽・4年ぶり2回目）                   | 決勝                                           | ● 1 - 5 高松商                                 | 準優勝                                         |
| 第14回大会（1928年）  | 広陵中（山陽・2年連続3回目）                   | 1回戦                                          | ● 2 - 3 松本商                                 | 初戦敗退                                       |
| 第15回大会（1929年）  | 広島商（山陽・5年ぶり6回目）                   | 2回戦                                          | ○ 9 - 4 関西学院中                             | 優勝                                           |
| 第15回大会（1929年）  | 広島商（山陽・5年ぶり6回目）                   | 準々決勝                                       | ○ 4 - 2 静岡中（延長11回）                     | 優勝                                           |
| 第15回大会（1929年）  | 広島商（山陽・5年ぶり6回目）                   | 準決勝                                         | ○ 5 - 1 鳥取一中                               | 優勝                                           |
| 第15回大会（1929年）  | 広島商（山陽・5年ぶり6回目）                   | 決勝                                           | ○ 3 - 0 海草中                                 | 優勝                                           |
| 第16回大会（1930年）  | 広島商（山陽・2年連続7回目）                   | 1回戦                                          | ○ 14 - 4 浪華商                                | 優勝                                           |
| 第16回大会（1930年）  | 広島商（山陽・2年連続7回目）                   | 2回戦                                          | ○ 2x - 1 小倉工                                | 優勝                                           |
| 第16回大会（1930年）  | 広島商（山陽・2年連続7回目）                   | 準々決勝                                       | ○ 3 - 1 大連商                                 | 優勝                                           |
| 第16回大会（1930年）  | 広島商（山陽・2年連続7回目）                   | 準決勝                                         | ○ 4 - 1 和歌山中                               | 優勝                                           |
| 第16回大会（1930年）  | 広島商（山陽・2年連続7回目）                   | 決勝                                           | ○ 8 - 2 諏訪蚕糸                               | 優勝                                           |
| 第17回大会（1931年）  | 広陵中（山陽・3年ぶり4回目）                   | 1回戦                                          | ○ 4 - 1 和歌山商                               | ベスト8                                        |
| 第17回大会（1931年）  | 広陵中（山陽・3年ぶり4回目）                   | 2回戦                                          | ○ 6x - 5 平安中                                | ベスト8                                        |
| 第17回大会（1931年）  | 広陵中（山陽・3年ぶり4回目）                   | 準々決勝                                       | ● 3 - 5 中京商                                 | ベスト8                                        |
| 第18回大会（1932年）  | 大正中（山陽・初出場）                         | 1回戦                                          | ○ 3 - 2 大連商                                 | 2回戦                                          |
| 第18回大会（1932年）  | 大正中（山陽・初出場）                         | 2回戦                                          | ● 0 - 1 明石中                                 | 2回戦                                          |
| 第19回大会（1933年）  | 大正中（山陽・2年連続2回目）                   | 2回戦                                          | ○ 4 - 0 松本商                                 | ベスト8                                        |
| 第19回大会（1933年）  | 大正中（山陽・2年連続2回目）                   | 準々決勝                                       | ● 0 - 2 中京商                                 | ベスト8                                        |
| 第20回大会（1934年）  | 呉港中（山陽・3年連続3回目）                   | 1回戦                                          | ○ 5 - 1 長野商                                 | 優勝                                           |
| 第20回大会（1934年）  | 呉港中（山陽・3年連続3回目）                   | 2回戦                                          | ○ 8 - 0 桐生中                                 | 優勝                                           |
| 第20回大会（1934年）  | 呉港中（山陽・3年連続3回目）                   | 準々決勝                                       | ○ 4 - 2 海南中                                 | 優勝                                           |
| 第20回大会（1934年）  | 呉港中（山陽・3年連続3回目）                   | 準決勝                                         | ○ 9 - 0 秋田中                                 | 優勝                                           |
| 第20回大会（1934年）  | 呉港中（山陽・3年連続3回目）                   | 決勝                                           | ○ 2 - 0 熊本工                                 | 優勝                                           |
| 第21回大会（1935年）  | 呉港中（山陽・4年連続4回目）                   | 1回戦                                          | ○ 3 - 2 飯田商                                 | ベスト8                                        |
| 第21回大会（1935年）  | 呉港中（山陽・4年連続4回目）                   | 2回戦                                          | ○ 11 - 10 日新商                               | ベスト8                                        |
| 第21回大会（1935年）  | 呉港中（山陽・4年連続4回目）                   | 準々決勝                                       | ● 0 - 5 早稲田実                               | ベスト8                                        |
| 第22回大会（1936年）  | 呉港中（山陽・5年連続5回目）                   | 2回戦                                          | ● 0 - 4 桐生中                                 | 初戦敗退                                       |
| 第23回大会（1937年）  | 呉港中（山陽・6年連続6回目）                   | 1回戦                                          | ○ 9 - 5 大田中                                 | ベスト8                                        |
| 第23回大会（1937年）  | 呉港中（山陽・6年連続6回目）                   | 2回戦                                          | ○ 11 - 10 平安中                               | ベスト8                                        |
| 第23回大会（1937年）  | 呉港中（山陽・6年連続6回目）                   | 準々決勝                                       | ● 1 - 5 熊本工                                 | ベスト8                                        |
| 第32回大会（1950年）  | 呉阿賀（西中国・初出場）                       | 2回戦                                          | ○ 6 - 4 小倉                                   | ベスト8                                        |
| 第32回大会（1950年）  | 呉阿賀（西中国・初出場）                       | 準々決勝                                       | ● 0 - 7 松山東                                 | ベスト8                                        |
| 第36回大会（1954年）  | 三原（西中国・初出場）                         | 2回戦                                          | ○ 5 - 0 秋田                                   | ベスト8                                        |
| 第36回大会（1954年）  | 三原（西中国・初出場）                         | 準々決勝                                       | ● 1 - 14 中京商                                | ベスト8                                        |
| 第38回大会（1956年）  | 広島商（西中国・26年ぶり8回目）                | 2回戦                                          | ● 2 - 4 済々黌                                 | 初戦敗退                                       |
| 第39回大会（1957年）  | 広島商（西中国・2年連続9回目）                 | 2回戦                                          | ○ 5x - 4 育英（延長10回）                      | 優勝                                           |
| 第39回大会（1957年）  | 広島商（西中国・2年連続9回目）                 | 準々決勝                                       | ○ 5 - 0 上田松尾                               | 優勝                                           |
| 第39回大会（1957年）  | 広島商（西中国・2年連続9回目）                 | 準決勝                                         | ○ 6 - 3 戸畑                                   | 優勝                                           |
| 第39回大会（1957年）  | 広島商（西中国・2年連続9回目）                 | 決勝                                           | ○ 3 - 1 法政二                                 | 優勝                                           |
| 第40回大会（1958年）  | 尾道商（初出場）                               | 1回戦                                          | ○ 3 - 2 福島商                                 | 2回戦                                          |
| 第40回大会（1958年）  | 尾道商（初出場）                               | 2回戦                                          | ● 4 - 6 海南（延長11回）                       | 2回戦                                          |
| 第41回大会（1959年）  | 広陵（28年ぶり5回目）                          | 2回戦                                          | ● 1 - 2 宇都宮工                               | 初戦敗退                                       |
| 第42回大会（1960年）  | 盈進商（初出場）                               | 1回戦                                          | ● 0 - 8 米子東                                 | 初戦敗退                                       |
| 第43回大会（1961年）  | 崇徳（初出場）                                 | 1回戦                                          | ○ 3x - 2 武生（延長10回）                      | ベスト8                                        |
| 第43回大会（1961年）  | 崇徳（初出場）                                 | 2回戦                                          | ○ 4 - 1 新発田農                               | ベスト8                                        |
| 第43回大会（1961年）  | 崇徳（初出場）                                 | 準々決勝                                       | ● 1 - 3 岐阜商                                 | ベスト8                                        |
| 第44回大会（1962年）  | 広陵（3年ぶり6回目）                           | 1回戦                                          | ○ 6 - 4 沖縄                                   | 2回戦                                          |
| 第44回大会（1962年）  | 広陵（3年ぶり6回目）                           | 2回戦                                          | ● 0 - 2 鹿児島商                               | 2回戦                                          |
| 第45回大会（1963年）  | 広陵（2年連続7回目）                           | 2回戦                                          | ○ 3 - 0 花巻北                                 | 3回戦                                          |
| 第45回大会（1963年）  | 広陵（2年連続7回目）                           | 3回戦                                          | ● 0 - 1 高田商                                 | 3回戦                                          |
| 第46回大会（1964年）  | 広陵（3年連続8回目）                           | 1回戦                                          | ○ 4x - 3 小倉工（延長11回）                    | ベスト8                                        |
| 第46回大会（1964年）  | 広陵（3年連続8回目）                           | 2回戦                                          | ○ 4 - 2 北海                                   | ベスト8                                        |
| 第46回大会（1964年）  | 広陵（3年連続8回目）                           | 準々決勝                                       | ● 0 - 1 岐阜商                                 | ベスト8                                        |
| 第47回大会（1965年）  | 広陵（4年連続9回目）                           | 1回戦                                          | ● 1 - 3 報徳学園                               | 初戦敗退                                       |
| 第48回大会（1966年）  | 広島商（9年ぶり10回目）                        | 1回戦                                          | ● 0 - 1 桐生                                   | 初戦敗退                                       |
| 第49回大会（1967年）  | 広陵（2年ぶり10回目）                          | 1回戦                                          | ○ 8 - 1 北海                                   | 準優勝                                         |
| 第49回大会（1967年）  | 広陵（2年ぶり10回目）                          | 2回戦                                          | ○ 2 - 0 松商学園                               | 準優勝                                         |
| 第49回大会（1967年）  | 広陵（2年ぶり10回目）                          | 準々決勝                                       | ○ 5 - 0 東奥義塾                               | 準優勝                                         |
| 第49回大会（1967年）  | 広陵（2年ぶり10回目）                          | 準決勝                                         | ○ 2 - 1 市和歌山商                             | 準優勝                                         |
| 第49回大会（1967年）  | 広陵（2年ぶり10回目）                          | 決勝                                           | ● 1 - 7 習志野                                 | 準優勝                                         |
| 第50回大会（1968年）  | 広陵（2年連続11回目）                          | 2回戦                                          | ○ 2 - 1 武相                                   | ベスト8                                        |
| 第50回大会（1968年）  | 広陵（2年連続11回目）                          | 3回戦                                          | ○ 8 - 2 岩国商                                 | ベスト8                                        |
| 第50回大会（1968年）  | 広陵（2年連続11回目）                          | 準々決勝                                       | ● 3 - 6 倉敷工                                 | ベスト8                                        |
| 第51回大会（1969年）  | 広陵（3年連続12回目）                          | 1回戦                                          | ○ 8 - 7 三重                                   | 2回戦                                          |
| 第51回大会（1969年）  | 広陵（3年連続12回目）                          | 2回戦                                          | ● 1 - 4 仙台商                                 | 2回戦                                          |
| 第52回大会（1970年）  | 広島商（4年ぶり11回目）                        | 1回戦                                          | ○ 7 - 4 秋田商                                 | 2回戦                                          |
| 第52回大会（1970年）  | 広島商（4年ぶり11回目）                        | 2回戦                                          | ● 0 - 1 高松商                                 | 2回戦                                          |
| 第53回大会（1971年）  | 広陵（2年ぶり13回目）                          | 1回戦                                          | ● 2 - 3 筑紫工（延長10回）                     | 初戦敗退                                       |
| 第54回大会（1972年）  | 広陵（2年連続14回目）                          | 1回戦                                          | ○ 9 - 0 膳所                                   | 2回戦                                          |
| 第54回大会（1972年）  | 広陵（2年連続14回目）                          | 2回戦                                          | ● 0 - 2 高松一                                 | 2回戦                                          |
| 第55回大会（1973年）  | 広島商（3年ぶり12回目）                        | 1回戦                                          | ○ 12 - 0 双葉                                  | 優勝                                           |
| 第55回大会（1973年）  | 広島商（3年ぶり12回目）                        | 2回戦                                          | ○ 3 - 0 鳴門工                                 | 優勝                                           |
| 第55回大会（1973年）  | 広島商（3年ぶり12回目）                        | 3回戦                                          | ○ 3 - 2 日田林工                               | 優勝                                           |
| 第55回大会（1973年）  | 広島商（3年ぶり12回目）                        | 準々決勝                                       | ○ 7 - 2 高知商                                 | 優勝                                           |
| 第55回大会（1973年）  | 広島商（3年ぶり12回目）                        | 準決勝                                         | ○ 7 - 0 川越工                                 | 優勝                                           |
| 第55回大会（1973年）  | 広島商（3年ぶり12回目）                        | 決勝                                           | ○ 3 - 2 静岡                                   | 優勝                                           |
| 第56回大会（1974年）  | 盈進（14年ぶり2回目）                          | 2回戦                                          | ○ 2 - 1 名古屋電工                             | 3回戦                                          |
| 第56回大会（1974年）  | 盈進（14年ぶり2回目）                          | 3回戦                                          | ● 6 - 13 東海大相模                            | 3回戦                                          |
| 第57回大会（1975年）  | 広島商（2年ぶり13回目）                        | 2回戦                                          | ○ 11 - 0 盛岡商                                | ベスト4                                        |
| 第57回大会（1975年）  | 広島商（2年ぶり13回目）                        | 3回戦                                          | ○ 5 - 1 日南                                   | ベスト4                                        |
| 第57回大会（1975年）  | 広島商（2年ぶり13回目）                        | 準々決勝                                       | ○ 3 - 0 中京商                                 | ベスト4                                        |
| 第57回大会（1975年）  | 広島商（2年ぶり13回目）                        | 準決勝                                         | ● 0 - 4 習志野                                 | ベスト4                                        |
| 第58回大会（1976年）  | 崇徳（15年ぶり2回目）                          | 2回戦                                          | ○ 10 - 8 東海大四                              | 3回戦                                          |
| 第58回大会（1976年）  | 崇徳（15年ぶり2回目）                          | 3回戦                                          | ● 0 - 1 海星                                   | 3回戦                                          |
| 第59回大会（1977年）  | 広島商（2年ぶり14回目）                        | 1回戦                                          | ○ 4 - 0 佐賀商                                 | 3回戦                                          |
| 第59回大会（1977年）  | 広島商（2年ぶり14回目）                        | 2回戦                                          | ○ 6 - 0 高崎商                                 | 3回戦                                          |
| 第59回大会（1977年）  | 広島商（2年ぶり14回目）                        | 3回戦                                          | ● 0 - 1 豊見城（延長11回）                     | 3回戦                                          |
| 第60回大会（1978年）  | 広島工（初出場）                               | 1回戦                                          | ○ 2 - 0 中越                                   | 2回戦                                          |
| 第60回大会（1978年）  | 広島工（初出場）                               | 2回戦                                          | ● 1 - 6 箕島                                   | 2回戦                                          |
| 第61回大会（1979年）  | 広島商（2年ぶり15回目）                        | 2回戦                                          | ○ 5 - 2 秋田商                                 | 3回戦                                          |
| 第61回大会（1979年）  | 広島商（2年ぶり15回目）                        | 3回戦                                          | ● 1 - 9 浪商                                   | 3回戦                                          |
| 第62回大会（1980年）  | 広陵（8年ぶり15回目）                          | 2回戦                                          | ○ 5 - 1 黒磯                                   | ベスト8                                        |
| 第62回大会（1980年）  | 広陵（8年ぶり15回目）                          | 3回戦                                          | ○ 4 - 2 滝川                                   | ベスト8                                        |
| 第62回大会（1980年）  | 広陵（8年ぶり15回目）                          | 準々決勝                                       | ● 2 - 4 天理                                   | ベスト8                                        |
| 第63回大会（1981年）  | 広島商（2年ぶり16回目）                        | 1回戦                                          | ● 1 - 3 新発田農（延長10回）                   | 初戦敗退                                       |
| 第64回大会（1982年）  | 広島商（2年連続17回目）                        | 2回戦                                          | ○ 6 - 2 鉾田一                                 | 準優勝                                         |
| 第64回大会（1982年）  | 広島商（2年連続17回目）                        | 3回戦                                          | ○ 4 - 2 興南                                   | 準優勝                                         |
| 第64回大会（1982年）  | 広島商（2年連続17回目）                        | 準々決勝                                       | ○ 5 - 2 比叡山                                 | 準優勝                                         |
| 第64回大会（1982年）  | 広島商（2年連続17回目）                        | 準決勝                                         | ○ 1 - 0 中京                                   | 準優勝                                         |
| 第64回大会（1982年）  | 広島商（2年連続17回目）                        | 決勝                                           | ● 2 - 12 池田                                  | 準優勝                                         |
| 第65回大会（1983年）  | 広島商（3年連続18回目）                        | 1回戦                                          | ○ 5 - 4 中越                                   | 3回戦                                          |
| 第65回大会（1983年）  | 広島商（3年連続18回目）                        | 2回戦                                          | ○ 4 - 3 興南                                   | 3回戦                                          |
| 第65回大会（1983年）  | 広島商（3年連続18回目）                        | 3回戦                                          | ● 3 - 7 池田                                   | 3回戦                                          |
| 第66回大会（1984年）  | 広島商（4年連続19回目）                        | 1回戦                                          | ● 3 - 6 金足農                                 | 初戦敗退                                       |
| 第67回大会（1985年）  | 広島工（7年ぶり2回目）                         | 2回戦                                          | ● 0 - 4 日立一                                 | 初戦敗退                                       |
| 第68回大会（1986年）  | 広島工（2年連続3回目）                         | 1回戦                                          | ○ 4 - 1 正則学園                               | 3回戦                                          |
| 第68回大会（1986年）  | 広島工（2年連続3回目）                         | 2回戦                                          | ○ 1 - 0 熊本工                                 | 3回戦                                          |
| 第68回大会（1986年）  | 広島工（2年連続3回目）                         | 3回戦                                          | ● 1 - 4 浦和学院                               | 3回戦                                          |
| 第69回大会（1987年）  | 広島商（3年ぶり20回目）                        | 1回戦                                          | ● 0 - 2 県岐阜商                               | 初戦敗退                                       |
| 第70回大会（1988年）  | 広島商（2年連続21回目）                        | 2回戦                                          | ○ 4x - 3 上田東（延長10回）                    | 優勝                                           |
| 第70回大会（1988年）  | 広島商（2年連続21回目）                        | 3回戦                                          | ○ 12 - 1 日大一                                | 優勝                                           |
| 第70回大会（1988年）  | 広島商（2年連続21回目）                        | 準々決勝                                       | ○ 5 - 0 津久見                                 | 優勝                                           |
| 第70回大会（1988年）  | 広島商（2年連続21回目）                        | 準決勝                                         | ○ 4 - 2 浦和市立                               | 優勝                                           |
| 第70回大会（1988年）  | 広島商（2年連続21回目）                        | 決勝                                           | ○ 1 - 0 福岡第一                               | 優勝                                           |
| 第71回大会（1989年）  | 近大福山（初出場）                             | 1回戦                                          | ● 0 - 1 佐野日大                               | 初戦敗退                                       |
| 第72回大会（1990年）  | 山陽（初出場）                                 | 2回戦                                          | ○ 5x - 4 葛生                                  | ベスト4                                        |
| 第72回大会（1990年）  | 山陽（初出場）                                 | 3回戦                                          | ○ 6 - 1 星林                                   | ベスト4                                        |
| 第72回大会（1990年）  | 山陽（初出場）                                 | 準々決勝                                       | ○ 4 - 2 日大鶴ヶ丘                             | ベスト4                                        |
| 第72回大会（1990年）  | 山陽（初出場）                                 | 準決勝                                         | ● 1 - 6 沖縄水産                               | ベスト4                                        |
| 第73回大会（1991年）  | 西条農（初出場）                               | 1回戦                                          | ○ 4x - 3 東北                                  | 2回戦                                          |
| 第73回大会（1991年）  | 西条農（初出場）                               | 2回戦                                          | ● 3 - 6 我孫子                                 | 2回戦                                          |
| 第74回大会（1992年）  | 広島工（6年ぶり4回目）                         | 1回戦                                          | ○ 4 - 1 仙台育英                               | ベスト8                                        |
| 第74回大会（1992年）  | 広島工（6年ぶり4回目）                         | 2回戦                                          | ○ 3 - 2 桐陽                                   | ベスト8                                        |
| 第74回大会（1992年）  | 広島工（6年ぶり4回目）                         | 3回戦                                          | ○ 8 - 0 明徳義塾                               | ベスト8                                        |
| 第74回大会（1992年）  | 広島工（6年ぶり4回目）                         | 準々決勝                                       | ● 0 - 5 尽誠学園                               | ベスト8                                        |
| 第75回大会（1993年）  | 西条農（2年ぶり2回目）                         | 1回戦                                          | ● 0 - 1 堀越                                   | 初戦敗退                                       |
| 第76回大会（1994年）  | 山陽（4年ぶり2回目）                           | 1回戦                                          | ● 3 - 6 盛岡四                                 | 初戦敗退                                       |
| 第77回大会（1995年）  | 宮島工（初出場）                               | 2回戦                                          | ● 0 - 11 関西                                  | 初戦敗退                                       |
| 第78回大会（1996年）  | 高陽東（初出場）                               | 1回戦                                          | ○ 3 - 2 愛産大三河                             | ベスト8                                        |
| 第78回大会（1996年）  | 高陽東（初出場）                               | 2回戦                                          | ○ 4 - 3 水戸短大付                             | ベスト8                                        |
| 第78回大会（1996年）  | 高陽東（初出場）                               | 3回戦                                          | ○ 7 - 6 PL学園                                 | ベスト8                                        |
| 第78回大会（1996年）  | 高陽東（初出場）                               | 準々決勝                                       | ● 3 - 5 福井商                                 | ベスト8                                        |
| 第79回大会（1997年）  | 如水館（初出場）                               | 1回戦                                          | ● 1 - 3 桐蔭学園                               | 初戦敗退                                       |
| 第80回大会（1998年）  | 如水館（2年連続2回目）                         | 1回戦                                          | △ 6 - 6 専大北上（7回降雨コールド）            | 2回戦                                          |
| 第80回大会（1998年）  | 如水館（2年連続2回目）                         | 1回戦                                          | ○ 10 - 5 専大北上                              | 2回戦                                          |
| 第80回大会（1998年）  | 如水館（2年連続2回目）                         | 2回戦                                          | ● 3 - 5 京都成章                               | 2回戦                                          |
| 第81回大会（1999年）  | 如水館（3年連続3回目）                         | 1回戦                                          | ● 0 - 2 柏陵                                   | 初戦敗退                                       |
| 第82回大会（2000年）  | 瀬戸内（初出場）                               | 1回戦                                          | ○ 5 - 4 日生第二                               | 3回戦                                          |
| 第82回大会（2000年）  | 瀬戸内（初出場）                               | 2回戦                                          | ○ 10 - 1 岡山理大付                            | 3回戦                                          |
| 第82回大会（2000年）  | 瀬戸内（初出場）                               | 3回戦                                          | ● 1 - 10 柳川                                  | 3回戦                                          |
| 第83回大会（2001年）  | 如水館（2年ぶり4回目）                         | 1回戦                                          | ○ 8 - 4 金足農                                 | 2回戦                                          |
| 第83回大会（2001年）  | 如水館（2年ぶり4回目）                         | 2回戦                                          | ● 3 - 4 東洋大姫路                             | 2回戦                                          |
| 第84回大会（2002年）  | 広陵（22年ぶり16回目）                         | 2回戦                                          | ○ 3 - 2 日本航空                               | ベスト8                                        |
| 第84回大会（2002年）  | 広陵（22年ぶり16回目）                         | 3回戦                                          | ○ 7 - 2 中京                                   | ベスト8                                        |
| 第84回大会（2002年）  | 広陵（22年ぶり16回目）                         | 準々決勝                                       | ● 2 - 7 明徳義塾                               | ベスト8                                        |
| 第85回大会（2003年）  | 広陵（2年連続17回目）                          | 1回戦                                          | ○ 3 - 0 東海大甲府                             | 2回戦                                          |
| 第85回大会（2003年）  | 広陵（2年連続17回目）                          | 2回戦                                          | ● 7 - 12 岩国                                  | 2回戦                                          |
| 第86回大会（2004年）  | 広島商（16年ぶり22回目）                       | 1回戦                                          | ● 1 - 3 浦和学院                               | 初戦敗退                                       |
| 第87回大会（2005年）  | 高陽東（9年ぶり2回目）                         | 2回戦                                          | ○ 4 - 2 土岐商                                 | 3回戦                                          |
| 第87回大会（2005年）  | 高陽東（9年ぶり2回目）                         | 3回戦                                          | ● 3 - 10 鳴門工                                | 3回戦                                          |
| 第88回大会（2006年）  | 如水館（5年ぶり5回目）                         | 2回戦                                          | ● 2 - 10 帝京                                  | 初戦敗退                                       |
| 第89回大会（2007年）  | 広陵（4年ぶり18回目）                          | 1回戦                                          | ○ 5 - 4 駒大苫小牧                             | 準優勝                                         |
| 第89回大会（2007年）  | 広陵（4年ぶり18回目）                          | 2回戦                                          | ○ 14 - 2 東福岡                                | 準優勝                                         |
| 第89回大会（2007年）  | 広陵（4年ぶり18回目）                          | 3回戦                                          | ○ 8 - 2 聖光学院                               | 準優勝                                         |
| 第89回大会（2007年）  | 広陵（4年ぶり18回目）                          | 準々決勝                                       | ○ 7 - 1 今治西                                 | 準優勝                                         |
| 第89回大会（2007年）  | 広陵（4年ぶり18回目）                          | 準決勝                                         | ○ 4 - 3 常葉菊川                               | 準優勝                                         |
| 第89回大会（2007年）  | 広陵（4年ぶり18回目）                          | 決勝                                           | ● 4 - 5 佐賀北                                 | 準優勝                                         |
| 第90回大会（2008年）  | 広陵（2年連続19回目）                          | 1回戦                                          | ○ 8 - 5 高知                                   | 2回戦                                          |
| 第90回大会（2008年）  | 広陵（2年連続19回目）                          | 2回戦                                          | ● 4 - 7 横浜                                   | 2回戦                                          |
| 第91回大会（2009年）  | 如水館（3年ぶり6回目）                         | 1回戦                                          | ● 3 - 9 高知                                   | 初戦敗退                                       |
| 第92回大会（2010年）  | 広陵（2年ぶり20回目）                          | 2回戦                                          | ● 0 - 1 聖光学院                               | 初戦敗退                                       |
| 第93回大会（2011年）  | 如水館（2年ぶり7回目）                         | 1回戦                                          | ○ 3x - 2 関商工（延長13回）                    | ベスト8                                        |
| 第93回大会（2011年）  | 如水館（2年ぶり7回目）                         | 2回戦                                          | ○ 7 - 4 東大阪大柏原（延長10回）               | ベスト8                                        |
| 第93回大会（2011年）  | 如水館（2年ぶり7回目）                         | 3回戦                                          | ○ 3x - 2 能代商（延長12回）                    | ベスト8                                        |
| 第93回大会（2011年）  | 如水館（2年ぶり7回目）                         | 準々決勝                                       | ● 3 - 8 関西                                   | ベスト8                                        |
| 第94回大会（2012年）  | 広島工（20年ぶり5回目）                        | 1回戦                                          | ● 4 - 6 飯塚                                   | 初戦敗退                                       |
| 第95回大会（2013年）  | 瀬戸内（13年ぶり2回目）                        | 2回戦                                          | ● 1 - 2 明徳義塾                               | 初戦敗退                                       |
| 第96回大会（2014年）  | 広陵（4年ぶり21回目）                          | 1回戦                                          | ● 4 - 5x 三重（延長11回）                      | 初戦敗退                                       |
| 第97回大会（2015年）  | 広島新庄（初出場）                             | 1回戦                                          | ○ 4 - 2 霞ヶ浦                                 | 2回戦                                          |
| 第97回大会（2015年）  | 広島新庄（初出場）                             | 2回戦                                          | ● 6 - 7 早稲田実                               | 2回戦                                          |
| 第98回大会（2016年）  | 広島新庄（2年連続2回目）                       | 1回戦                                          | ○ 2 - 1 関東第一                               | 3回戦                                          |
| 第98回大会（2016年）  | 広島新庄（2年連続2回目）                       | 2回戦                                          | ○ 7 - 1 富山第一                               | 3回戦                                          |
| 第98回大会（2016年）  | 広島新庄（2年連続2回目）                       | 3回戦                                          | ● 0 - 2 木更津総合                             | 3回戦                                          |
| 第99回大会（2017年）  | 広陵（3年ぶり22回目）                          | 1回戦                                          | ○ 10 - 6 中京大中京                            | 準優勝                                         |
| 第99回大会（2017年）  | 広陵（3年ぶり22回目）                          | 2回戦                                          | ○ 6 - 1 秀岳館                                 | 準優勝                                         |
| 第99回大会（2017年）  | 広陵（3年ぶり22回目）                          | 3回戦                                          | ○ 6 - 4 聖光学院                               | 準優勝                                         |
| 第99回大会（2017年）  | 広陵（3年ぶり22回目）                          | 準々決勝                                       | ○ 10 - 4 仙台育英                              | 準優勝                                         |
| 第99回大会（2017年）  | 広陵（3年ぶり22回目）                          | 準決勝                                         | ○ 12 - 9 天理                                  | 準優勝                                         |
| 第99回大会（2017年）  | 広陵（3年ぶり22回目）                          | 決勝                                           | ● 4 - 14 花咲徳栄                              | 準優勝                                         |
| 第100回大会（2018年） | 広陵（2年連続23回目）                          | 2回戦                                          | ● 2 - 5 二松学舎大付                           | 初戦敗退                                       |
| 第101回大会（2019年） | 広島商（15年ぶり23回目）                       | 2回戦                                          | ● 5 - 6 岡山学芸館                             | 初戦敗退                                       |
| 第102回大会（2020年） | （新型コロナウイルス感染症流行による大会中止） | （新型コロナウイルス感染症流行による大会中止） | （新型コロナウイルス感染症流行による大会中止） | （新型コロナウイルス感染症流行による大会中止） |
| 第103回大会（2021年） | 広島新庄（5年ぶり3回目）                       | 1回戦                                          | ● 2 - 3x 横浜                                  | 初戦敗退                                       |
| 第104回大会（2022年） | 盈進（48年ぶり3回目）                          | 1回戦                                          | ● 7 - 12 鶴岡東                                | 初戦敗退                                       |
| 第105回大会（2023年） | 広陵（5年ぶり24回目）                          | 2回戦                                          | ○ 8 - 3 立正大淞南                             | 3回戦                                          |
| 第105回大会（2023年） | 広陵（5年ぶり24回目）                          | 3回戦                                          | ● 3 - 6 慶応（延長10回TB）                     | 3回戦                                          |
| 第106回大会（2024年） | 広陵（2年連続25回目）                          | 2回戦                                          | ○ 2 - 1 熊本工                                 | 3回戦                                          |
| 第106回大会（2024年） | 広陵（2年連続25回目）                          | 3回戦                                          | ● 1 - 8 東海大相模                             | 3回戦                                          |
| 第107回大会（2025年） | 広陵（3年連続26回目）                          | 1回戦                                          | ○ 3 - 1 旭川志峯                               | 2回戦                                          |
| 第107回大会（2025年） | 広陵（3年連続26回目）                          | 2回戦                                          | ● 津田学園（不戦敗）                           | 2回戦                                          |

## 通算成績
| 出場 | 試合 | 勝利 | 敗戦 | 引分 | 勝率 | 優勝 | 準優勝 | ベスト4 | ベスト8 |
| ---- | ---- | ---- | ---- | ---- | ---- | ---- | ------ | ------- | ------- |
| 89   | 204  | 122  | 81   | 1    | .601 | 7    | 5      | 2       | 17      |

## 学校別成績
| 校名       | 出場 | 直近出場 | 勝敗      | 最高成績 | 前身校         |
| ---------- | ---- | -------- | --------- | -------- | -------------- |
| 広陵       | 26回 | 2025年   | 37勝26敗  | 準優勝   | 広陵中         |
| 広島商     | 23回 | 2019年   | 43勝16敗  | 優勝6回  |                |
| 如水館     | 7回  | 2011年   | 5勝7敗1分 | ベスト8  |                |
| 呉港       | 6回  | 1937年   | 11勝5敗   | 優勝1回  | 大正中・呉港中 |
| 広島工     | 5回  | 2012年   | 6勝5敗    | ベスト8  |                |
| 広島新庄   | 3回  | 2021年   | 3勝3敗    | 3回戦    |                |
| 盈進       | 3回  | 2022年   | 1勝3敗    | 3回戦    | 盈進商         |
| 高陽東     | 2回  | 2005年   | 4勝2敗    | ベスト8  |                |
| 山陽       | 2回  | 1994年   | 3勝2敗    | ベスト4  |                |
| 崇徳       | 2回  | 1976年   | 3勝2敗    | ベスト8  |                |
| 瀬戸内     | 2回  | 2013年   | 2勝2敗    | 3回戦    |                |
| 西条農     | 2回  | 1993年   | 1勝2敗    | 2回戦    |                |
| 呉工       | 1回  | 1950年   | 1勝1敗    | ベスト8  | 呉阿賀         |
| 三原       | 1回  | 1954年   | 1勝1敗    | ベスト8  |                |
| 尾道商     | 1回  | 1958年   | 1勝1敗    | 2回戦    |                |
| 広島国泰寺 | 1回  | 1915年   | 0勝1敗    | 初戦敗退 | 広島中         |
| 近大福山   | 1回  | 1989年   | 0勝1敗    | 初戦敗退 |                |
| 宮島工     | 1回  | 1995年   | 0勝1敗    | 初戦敗退 |                |